# Mort thermique de l'Univers
Pour les articles homonymes, voir The Big Chill.
La mort thermique de l'Univers (aussi appelé Big Freeze ou Big Chill) est un des destins possibles de l'Univers, dans lequel il a évolué jusqu’à un état d’absence de toute énergie thermodynamique disponible lui permettant d’assurer le mouvement ou la vie. En termes de physique, il a atteint son entropie maximale. L’hypothèse d’une mort thermique universelle provient des idées de Lord Kelvin (William Thomson), en 1850. Elle résulte de l’extrapolation à l’ensemble de l’Univers de la théorie de la thermodynamique, en particulier des considérations sur la perte naturelle d’énergie mécanique, telles qu’elles résultent du premier principe de la thermodynamique.
L'idée de mort thermique découle de la seconde loi de la thermodynamique, qui postule que l’entropie tend à s’accroître dans un système isolé. Si l’Univers a une durée suffisamment longue, il se rapprochera asymptotiquement d’un état où toute l’énergie sera uniformément distribuée. Autrement dit, il existe une tendance naturelle à la dissipation (perte d’énergie) de l’énergie mécanique (mouvement) ; en conséquence, par extrapolation, il découle que le mouvement mécanique de l’Univers diminuera le moment venu, conformément à la seconde loi. L’idée de la mort thermique a d’abord été proposée en termes flous au début de l’année 1851 par Lord Kelvin, qui la théorisa ensuite sur la base des conceptions de Sadi Carnot (1824), de Joule (1843), et de Clausius (1850) sur la perte d’énergie. Les idées de Kelvin furent ensuite élaborées plus avant pendant la décennie suivante par Helmholtz et Rankine.

## Histoire

### Origines

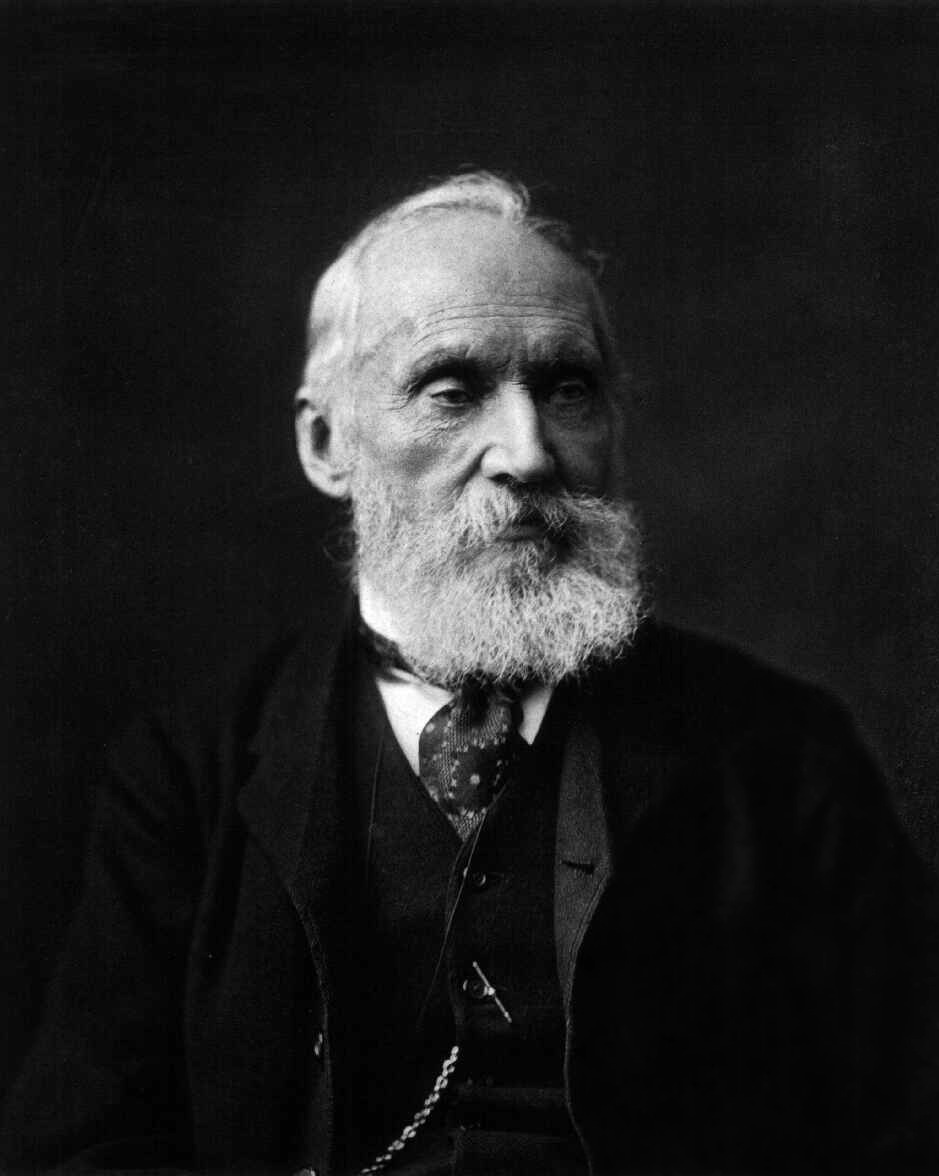
William Thomson, Lord Kelvin, à l'origine de l'idée de la Mort thermique de l'univers en 1852.

L'idée de « mort thermique de l'Univers » résulte de l'examen de l'application de la première des deux lois de la thermodynamique à l'évolution de l'Univers. En particulier, Lord Kelvin met en avant l'idée nouvelle, fondée sur de récentes expériences de thermodynamique, que la « chaleur n'est pas une substance, mais une forme dynamique d'effet mécanique. Nous percevons qu'il doit y avoir une équivalence entre le travail et la chaleur, comme entre la cause et l'effet. »
En 1852, Lord Kelvin publie On a Universal Tendency in Nature to the Dissipation of Mechanical Energy (litt. : Sur une tendance universelle de la Nature à la dissipation de l'énergie mécanique) dans lequel il mettait en avant les rudiments de la seconde loi de la thermodynamique résumée par l'idée que le mouvement mécanique et l'énergie utilisée pour créer ce mouvement tendront à se dissiper ou à s'affaiblir, naturellement.
Les idées fondamentales développées dans cet article, en relation avec leur application à l'âge du Soleil et la dynamique de l'Univers, inspirèrent les articles de William Rankine et de Hermann von Helmholtz. On a dit qu'ils avaient tous les trois eu un échange d'idées sur ce sujet. En 1862, Lord Kelvin publie On the age of the sun’s heat (litt. : Sur l'âge de la chaleur du Soleil), un article où il réaffirmait sa conviction fondamentale de l'indestructibilité de l'énergie (la première loi) et la dissipation universelle (la deuxième loi) menant à la diffusion de la chaleur, à la cessation du mouvement, et à l'épuisement de l'énergie potentielle dans l'Univers matériel, en clarifiant sa vision des conséquences pour l'Univers dans son ensemble. Dans un paragraphe-clé, Lord Kelvin écrivait :

« Le résultat serait inévitablement un état de repos et de mort universelle, si l'univers est fini et contraint d'obéir aux lois existantes. Mais il est impossible de concevoir une limite à l'extension de la matière dans l'univers ; et donc la science s'oriente plutôt vers une progression sans fin, dans un espace sans fin, des actions engendrant la transformation de l'énergie potentielle en mouvement palpable, et donc en chaleur, plutôt qu'à un mécanisme fini simple, qui fonctionnerait comme une horloge et s'arrêterait à jamais. »

Dans les années qui suivent dans un article de 1852 (Rankine) et de 1854 (Helmholtz), Hemholtz et Rankine attribuèrent tous les deux l'idée à Thomson, mais ont une lecture approfondie et publièrent des vues affirmant que Lord Kelvin soutenait que l'Univers se terminerait par une « mort thermique » (Helmholtz) qui correspondrait à la « fin de tout phénomène physique » (Rankine),.

### Situation actuelle
La cosmologie inflationnaire suggère que dans l'Univers primordial, avant l'expansion cosmique, l'énergie était uniformément distribuée. Dans ces conditions, l'Univers était en apparence dans un état similaire à la mort thermique. Cependant, les deux états sont en réalité très différents : dans l'Univers primordial, la gravité était une force très importante, et dans un système gravitationnel, si l'énergie est uniformément distribuée, l'entropie est assez basse comparée à celle d'un état dans lequel la plus grande partie de la matière s'est effondrée dans des trous noirs. Ainsi, un tel état n'est pas en équilibre thermique, et de fait, il n'existe pas d'équilibre thermique pour un tel système, puisqu'il est instable au plan thermodynamique,. Cependant, dans le scénario de la mort thermique, la densité d'énergie est tellement faible que le système peut être considéré comme non gravitationnel, en sorte que l'état dans lequel l'énergie est uniformément distribuée est un état d'équilibre thermique, c'est-à-dire l'état d'entropie maximale.
L'état final de l'Univers dépend des suppositions au sujet de son destin ultime, qui ont considérablement varié des dernières années du XXe siècle aux premières du XXIe siècle. Dans un univers fermé, caractérisé par un effondrement final, la mort thermique se produit avec l'Univers se rapprochant d'une température arbitrairement élevée et de l'entropie maximale à l'approche de la fin de l'effondrement. Dans le cas d'un Grand Gel, c'est-à-dire d'un univers ouvert ou d'un univers plat, dont l'expansion continue indéfiniment, une mort thermique est également prévue, lorsque l'Univers se refroidit jusqu'à ce que la température se rapproche du zéro absolu et que l'entropie atteigne un état maximal pendant une très longue durée. Il y a discussion sur le fait qu'un univers en expansion puisse approcher un état d'entropie maximale. On a proposé l'idée que dans un univers en expansion, la valeur de l'entropie maximale augmente plus rapidement que le gain en entropie de cet univers, ce qui l'éloignerait progressivement de la mort thermique.
Il existe également une incertitude sur la valeur exacte de l'entropie actuelle de l'Univers. Une analyse récente suggère que l'Univers a plus d'entropie qu'on ne le pensait. Il en est ainsi parce que la recherche conclut que les trous noirs supermassifs sont les contributeurs les plus importants.

## Température de l'Univers
Dans une « mort thermique », la température de l'Univers tout entier se rapproche du zéro absolu. La mort thermique n'est cependant pas exactement la même chose que la « mort froide » ou le Grand Gel, dans lequel l'Univers devient simplement trop froid pour permettre la formation de nouvelles étoiles et autoriser la vie, du fait de son expansion continue ; cependant, du point de vue des êtres vivants, le résultat est exactement le même.

## Cadre temporel de la mort thermique
On pense que, depuis le Big Bang jusqu'à nos jours et encore bien plus loin dans l'avenir, la matière et la matière noire dans l'Univers sont concentrées dans les étoiles, les galaxies, et les amas de galaxies. Donc l'Univers n'est pas en équilibre thermodynamique et les objets sont en mesure de produire du travail, §VID[C'est-à-dire ?]..
La désintégration d'un trou noir supermassif de l'ordre de 100 milliards (1011) de masses solaires due au rayonnement de radiation de Hawking prend de l'ordre de 10100 années, aussi l'entropie peut-elle être produite au moins jusqu'à ce moment. Ensuite, l'Univers entre dans une période appelée l'ère sombre (analogue aux âges sombres de son commencement), et on prévoit qu'il est essentiellement constitué d'un gaz diffus de photons et de leptons, §VIA[C'est-à-dire ?]. Avec seulement très peu de matière subsistante, l'activité de l'Univers s'achève avec des niveaux d'énergie très bas et des échelles de temps très longues. Il est possible de spéculer que l'Univers entrerait dans une seconde ère inflationnaire, ou, en supposant que l'état normal du vide soit un faux vide, le vide peut se désintégrer en un état d'énergie inférieur, §VE[C'est-à-dire ?]. Il est également possible que la production d'entropie cesse et que l'Univers parvienne à une mort thermique, §VID.